# Magyar Kultúra
A Magyar Kultúra a 20. század eleji magyar katolikus megújulás egyik vezető sajtóorgánuma volt, 1913 és 1944 között jelent meg.

## Története
Az alapító, Bangha Béla jezsuita teológus és hithirdető haláláig szerkesztette a lapot, s alapvető célja volt a modern kor kihívásaira világos, haladó szellemű és egyúttal mélyen katolikus választ adni képes, korszerű keresztény sajtókultúra létrehozása. Az ennek nyomán létrejött hírlapirodalmi és sajtószervezői munkásság fontos eleme volt a létrehozott Katolikus Sajtóegyesület és a Központi Sajtóvállalat is, s a Magyar Kultúra szervesen illeszkedett e korpuszba modern, nemzeti-katolikus szellemével, társadalom, gazdaság- és művelődéspolitikai reflexióival és szociálpolitikai érzékenységével. A Magyar Kultúra jelentős munkatársai közé tartozott továbbá a századfordulón reformer szociális katolicizmusával nagy figyelmet keltő székesfehérvári püspök Prohászka Ottokár, a felelős szerkesztőként dolgozó Nyisztor Zoltán, az ismert katolikus költő Sík Sándor, továbbá a már egykorúan is sokak által ultrakonzervatív beállítottságú lelkipásztorként jellemzett Tóth Tihamér. A lapban egyúttal megjelentek a Horthy-korszak számos jelentősebb szépirodalmi alkotójának egyes publicisztikái és tanulmányai is, publikált a Magyar Kultúrában Nyisztor Zoltán, Gárdonyi Géza, a konzervatív teológiai gondolkodó Schütz Antal, de – eleinte – az 1920-as évek fajvédelmi mozgalmának egyik jelentős költő-publicistája, Lendvai István, továbbá a hetilap alkalmi munkatársaként dolgozó, javarészt azonban a fajvédelmi ideológiához erősen kötődő Nemzeti Újság publicistájaként, majd irodalmi rovatvezetőjeként működő Kézai Béla is.  
A lap struktúrájára jellemző volt, hogy első korpusza "Tanulmányok" címszó alatt átlagosan két-három különböző tematikájú írást közölt, többnyire eszmei-ideológiai kérdésekkel, társadalmi és közéleti avagy aktuálpolitikai témakörökkel kapcsolatos cikkekben foglalva állást, ezt követően néhány oldalon keresztül szépirodalmi témákra fókuszáltak, majd "Pajzs és Kard" című rovatukban általában a katolikus-konzervatív szellemiséget támadó különböző progresszív irányzatok kritikáját nyújtották. A rovatban az 1930-as évek második felétől látványosan megnövekedett az új típusú fasisztoid, szélsőjobboldali ideológiák cáfolatának céljából írott reflexiók sora (Bangha kivált e rovat szerkesztésében fejtette ki a legnagyobb aktivitást). "Szemlék" címszó alatt a kortárs színházi kultúrával, művészetekkel és irodalommal kapcsolatos írásokat tették közzé, utolsó rovata, a "Napló" pedig leggyakrabban az aktuális világpolitikai fejlemények kiértékelésére koncentrált. 
A lap a két világháború közötti időszak modern katolikus sajtókultúrájának kiemelkedő és színvonalas eleme volt, melynek terjedelmes és színvonalas anyaga egyházi, társadalmi és politikai eszmetörténeti tekintetben egyaránt értékes adalékokkal szolgál a korszak katolikus gondolkodásának alaposabb megismerése számára.